# フイチンさん
『フイチンさん』は上田トシコによる漫画。1957年1月から1962年3月にかけて『少女クラブ』で連載された。講談社・1992年アース出版局などから全3巻。単行本は長く絶版だったが、2009年5月にコミックパークのオンデマンド出版で復刊、また2015年には小学館からも復刻愛蔵版が出版された。

## 概要
舞台は満州国のハルピン。お金持ちであるリュウタイ家のお屋敷の門番の娘フイチンがお屋敷の主人に気に入られ屋敷のワガママな坊ちゃまの遊び相手になる所から物語は始まる。
1959年（昭和34年）第5回小学館漫画賞受賞。2004年、あにまる屋製作によるアニメ映画が公開された。
「フイチン」の名前について、四方田犬彦は「恵珍」という漢字表記だろうと推測している。村上もとかは「彗星」（中国語発音でフェ シン）ではないかと『フイチン再見!』で描いている。
また、四方田は、本作が日本人の作であるにもかかわらず、日本人の視点を採用していないことを指摘している。
奈良美智はリアルタイムでは連載を読んでいなかったが、1998年に東京都現代美術館の漫画展覧会で原稿を見た際に、線が美術的に群を抜いていると感じ、「ロダンの彫刻のような線」と評している。また奈良は手塚治虫や石ノ森章太郎がアメリカ映画やSF小説の影響を受けていてアメリカ的であることに対し、本作は「偏見を持つ前の子供の世界」、グローバリズム的な感性を覚えると指摘している。

## 書籍
- 講談社 特選漫画文庫版、全2巻、1958年[1]
- 虫プロ商事 虫コミックス 1969年
- アース出版局 全3巻　1992年
- 復刻愛蔵版 小学館
  - 『フイチンさん（上）』2015年5月、ISBN 978-4-0918-7120-6
  - 『フイチンさん（下）』2015年6月、ISBN 978-4-0918-7130-5

## あらすじ
フイチンさんはお金持ちのリュウタイ家の門番、ワンの一人娘。おてんばで、元気な、太陽のように明るい女の子。長いおさげを風に揺らして、いつもまわりを笑顔にかえる。そんな素敵なフイチンさん。
お屋敷のご主人、ジャングイ様にひょんなことから気に入られ、1人息子のリイチュウ坊ちゃまの遊び相手に大抜てき。ツーンとそっぽを向いたリイチュウ坊ちゃまとどんなふうに、仲良くなっていくのやら…。

## 登場人物
フイチン
本作の主人公。リュウタイ家の屋敷の門番の娘。長いおさげ髪が特徴の元気で明るいお転婆娘。リュウタイ家のご主人に見込まれリュウタイ家のお坊ちゃまリイチュウの遊び相手になる。
リイチュウ
お金持ちのリュウタイ家のお坊ちゃま。はじめはわがままでフイチンに心を閉ざしきっていたがフイチンと一緒に遊んだり、屋敷の外の世界に触れたりするごとにフイチンを慕いはじめ、たくましく成長していく。語尾に「～よ。」と付けて独特の口調で話す。
チンナイ
リュウタイ家のばあやの娘。やさしいがその反面おっちょこちょい。
ワン
フイチンの父親。リュウタイ家のお屋敷の門番。
ジャングイ
お金持ちのリュウタイ家の主人。フイチンを気に入り息子であるリイチュウの遊び相手に任命する。
第1タイタイ
リュウタイ家の第一夫人。（「タイタイ（太太）」とは中国語で夫人のこと）
第3タイタイ
リュウタイ家の第三夫人であり、リイチュウの実の母親。
キュウイ
リュウタイ家のお屋敷の執事。
ばあや
リュウタイ家のお屋敷に勤めるチンナイの母親。フイチンにはリイチュウの遊び相手は無理だと思い込み、チンナイを含めた三人の子供を代わりに遊び相手にさせようとする。
リュウホウ
フイチンの友人である少年。

## アニメ映画
2004年に公開され、2006年にDVD・VHSが発売。60分。あにまる屋製作。

### キャスト
- フイチン - 柳沢三千代
- リイチュウ - 笹本優子
- チンナイ - 氷上恭子
- ジャングイ - 緒方賢一
- ワン - 塩屋翼
- 第一タイタイ - 青山桐子
- 第三タイタイ - 寺田はるひ
- キュウイ - 西村知道
- ばあや - 鈴木れい子
- リュウホウ - 小田久史

その他 - 山岸功、山崎バニラ、加藤奈々絵、葉月絵理乃、大野エリ、家中宏、小林和矢、間島淳司、松来未祐、大黒優美子

### スタッフ
- 原作 - 上田トシコ
- 監督 - 湖山禎崇
- 作画監督 - 本多敏行
- 美術監督 - 門野真理子
- 色彩設定 - 今泉ひろみ
- 撮影監督 - 森下成一、鎌田克明
- 音楽 - 中村宗一郎、高野富士雄
- プロデューサー - 豊永ひとみ
- 録音演出 - 本山哲
- 制作 - 山下祐介